# Meccano Ltd.
Meccano Ltd va ser una empresa britànica de joguines i maquetes de tren fundada el 1908 per Frank Hornby a Anglaterra per a fabricar i distribuir el Meccano i altres joguines d'aquest tipus.

## Història

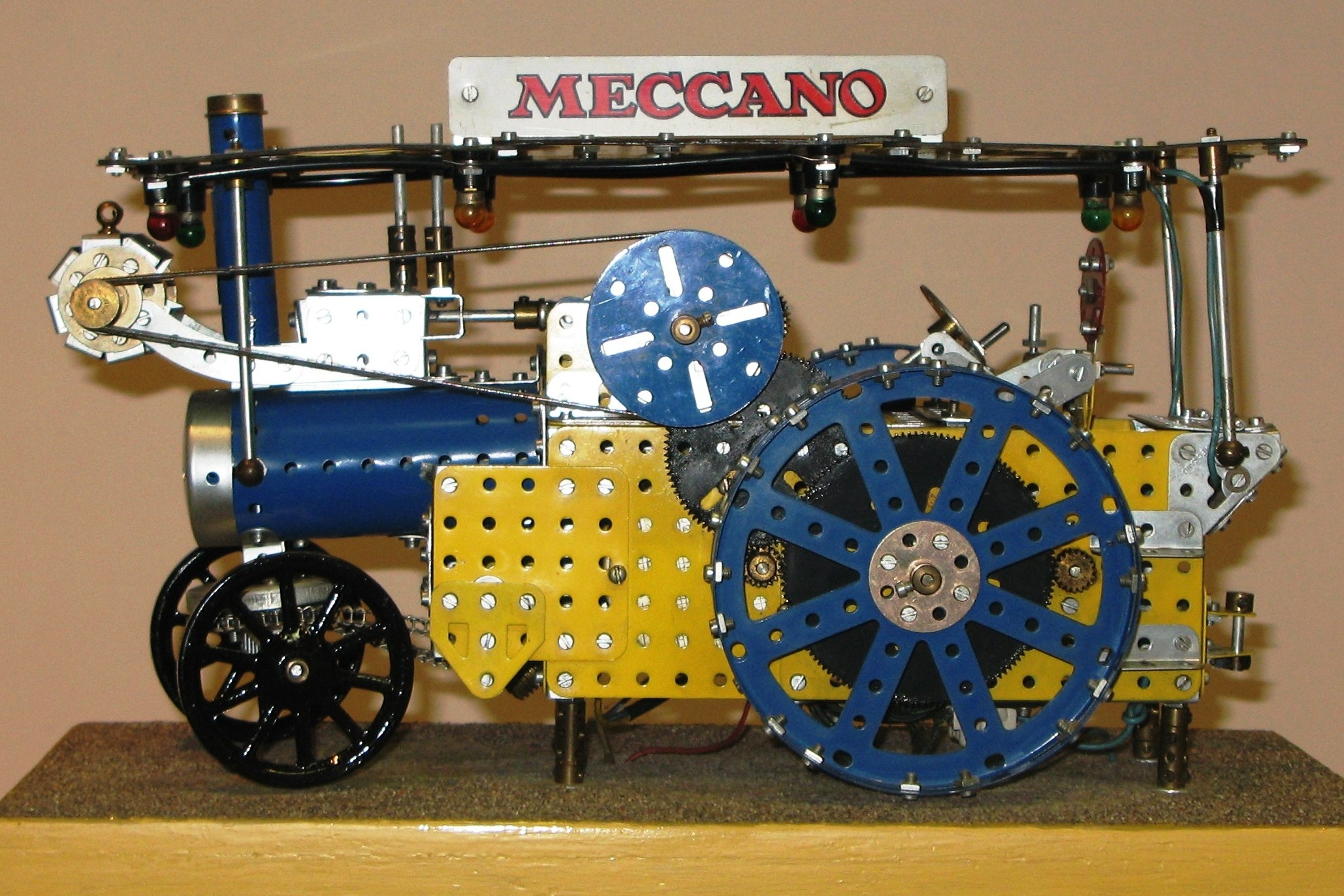
Un dels kits fabricats per Meccano Ltd.

El 1901, Frank Hornby, un empleat de Liverpool, Anglaterra, va inventar una nova joguina de construcció que va anomenar "Mechanics Made Easy", que aviat es va conèixer com el Meccano.
Per fabricar i distribuir el "Meccano", Frank va necessitar recaptar capital per invertir a la fàbrica, i això va donar lloc a la creació de Meccano Ltd. el 1908, amb Frank Hornby com a únic propietari. Es va adquirir una fàbrica a West Derby Road a Liverpool i l'empresa va començar a produir equips Meccano per a la venda al Regne Unit.
Durant les dècades de 1920 i 1930, Meccano Ltd es va convertir en el fabricant de joguines més gran del Regne Unit i va produir tres de les línies de joguines més populars del segle XX : Meccano, Hornby Trains i Dinky Toys.
Uns problemes financers van afectar l'empresa a principis dels anys 60, i Meccano Ltd va ser comprada per Lines Bros Ltd el 1964.